# Walter de Coventry
Pour les articles homonymes, voir Coventry (homonymie).
Walter de Coventry est un moine et chroniqueur anglais du XIIIe siècle, uniquement connu par le recueil historique qui porte son nom: Memoriale fratris Walteri de Coventria.